# Lluís Comas i Fabregó
Lluis Comas Fabregó, (Santa Eugènia de Berga, Osona, 22 de juny de 1971), és un jugador d'escacs català. Va obtenir el títol de Mestre Internacional el 1991, i el de Gran Mestre (GM) el 1999. És l'únic escaquista català que ha aconseguit guanyar un títol mundial, el Campionat del món Sub-14, l'any 1984. Va ser guardonat el 1990 amb la Insígnia de Plata de la Federació Catalana d'Escacs.
A la llista d'Elo de la FIDE de l'abril de 2022, hi tenia un Elo de 2462 punts, cosa que en feia el jugador número 43 (en actiu) de l'estat espanyol. El seu màxim Elo va ser de 2541 punts, a la llista de gener de 1999 (posició 244 al rànquing mundial).

## Resultats destacats en competició
El 1983 i 1984 guanyà el Campionat de Catalunya infantil. El 1984, amb tretze anys, fou Campió del món Sub-14, a l'Argentina.
Guanyà dos cops el Campionat d'Espanya juvenil, el 1988 a Melilla i el 1990 a Balaguer, (i fou subcampió el 1991). Fou dos cops tercer classificat, i medalla de bronze, al Campionat d'Europa Juvenil a Arnhem, els anys 1988 i 1990.
El 1993 guanyà el Campionat d'Espanya d'escacs, a Bilbao, per damunt de Jordi Magem. Fou subcampió el 2001, rere el també català Miguel Illescas.

### Competicions internacionals per equips
En Lluís Comas ha participat, representant Espanya, en un Campionat d'Europa per equips, l'any 1999, quan encara era MI, (amb un total de 3 punts de 6 partides, un 50%).
| Any  | Europeu                | Ciutat | Elo propi | Tauler | Guanyades | Perdudes | taules | %     |
| ---- | ---------------------- | ------ | --------- | ------ | --------- | -------- | ------ | ----- |
| 1999 | XII Europeu per equips | Batumi | 2510      | 4t     | 2         | 2        | 2      | 50,0% |

### Olimpíades d'escacs
Comas ha participat, representant Espanya, en quatre Olimpíades d'escacs, entre els anys 1990 i 2000. L'any 1990 hi participà essent MF, els anys 1994 i 1998 com a MI, i el 2000, com a GM. En total ha fet 16 punts de 33 partides, un 48,5%.

## Obres
Comas és autor del llibre:
- Comas i Fabregó, Lluís. Mentiras arriesgadas en ajedrez.  Principat d'Andorra: Esfera Editorial, Octubre de 2005. ISBN 99920-906-1-8.